# New Glarus
New Glarus est un village du comté de Green dans le Wisconsin aux États-Unis. Sa population était de 2 111 habitants en 2000. Le village est à proximité de New Glarus (Town) (environ 300 km de Chicago).
Il tire son nom de Glaris en Suisse d'où provenaient ses premiers 150 habitants en 1845. Grâce à son héritage suisse, New Glarus attire chaque année une foule de touristes. Cette région vallonnée est appelée la "petite Suisse" de l'Amérique.

## Oktoberfest
Chaque année, au début d'octobre, New Glarus organise l'Oktoberfest (de l'allemand : fête d'octobre) durant laquelle on peut assister à la fabrication du fromage à l'ancienne selon la méthode développée en 1890, des démonstrations de gravure sur bois, de vannerie et de préparation de la choucroute.